# Tomáš Černý (politik)

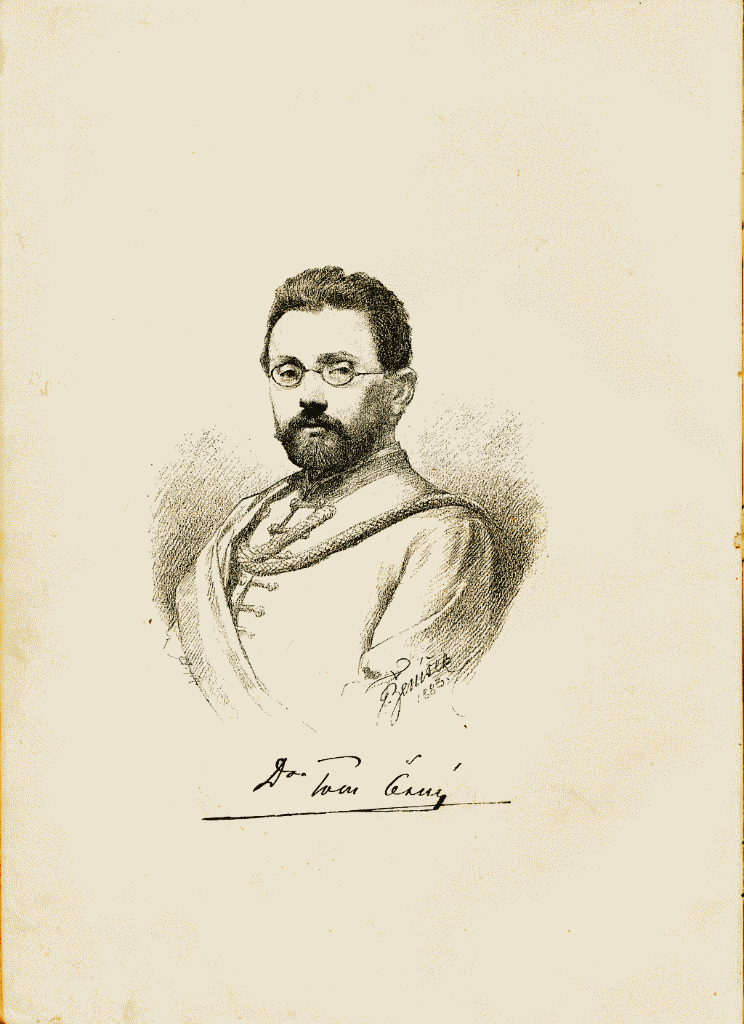
Portrét od Františka Ženíška v Památníku Sokola Pražského (1883)

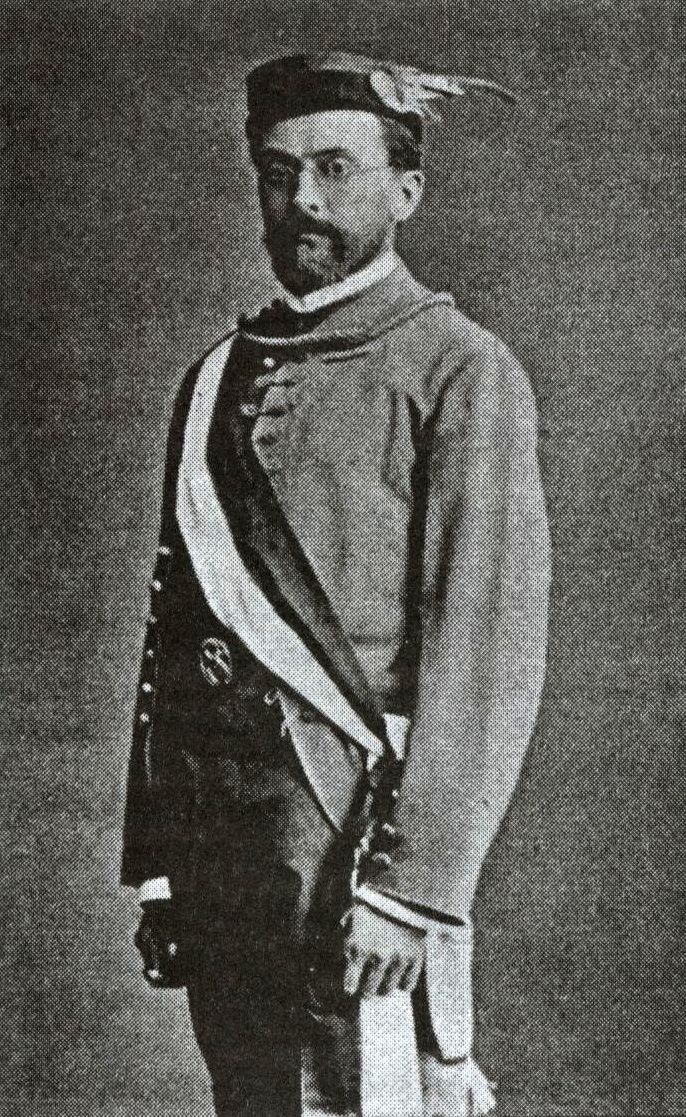
předseda slavnostního odboru I. Sokolského sletu

Tomáš Černý (16. srpna 1840, Nymburk – 22. února 1909, Praha) byl český právník a politik, pražský starosta a dlouholetý funkcionář Sokola.

## Život
Pocházel z nymburské vlastenecky založené rodiny. Vystudoval akademické gymnázium na Starém Městě pražském a právnickou fakultu. Během studií žil u své tety rozené Mašínové v domácnosti Františka rytíře Plačka. Největší převrat v jeho smýšlení a odvrat od víry u něj v sedmnácti letech po smrti otce způsobila četba knihy Kraft und Stoff německého představitele vědeckého materialismu Ludwiga Büchnera. Po získání titulu JUDr. v roce 1862 nastoupil do advokátní kanceláře Josefa Friče. Zároveň se začal angažovat jako jednatel v pražském Sokolu. V roce 1864 jej členstvo zvolilo do funkce náměstka starosty, kterým byl zakladatel Jindřich Fügner. Ten však hned následujícího roku zemřel a hrozilo, že se organizace rozpadne vnitřními spory. Zásluhou Černého se ale vedení sjednotilo a tuto krizi překonalo. Zpráva z roku 1867 přímo uvádí – „co nám Fügner zbudoval, to nám Černý zachoval“. Vedle činnosti v Sokolu také redigoval časopis Právník, do kterého přispíval odbornými články.
Roku 1869 si Černý založil vlastní advokátní kancelář. Proslavil se především jako obhájce v politicky motivovaných trestních řízeních proti redaktorům Národních listů a Pokroku. Ve své činnosti prokázal hlubokou znalost práva i řečnickou obratnost. V roce 1872 byl zvolen starostou Sokola a v této funkci setrval deset let. I nadále se snažil o udržení vnitřní i vnější jednoty tohoto sdružení, navzdory neshodám mezi politickými tábory v české společnosti. 1875 se mu narodila dcera Marie (Jelena), která se později provdala za známého Pražského architekta Osvalda Polívku.
6. září 1882 byl Černý zvolen za starostu Prahy (dříve se funkce označovala jako purkmistr). Za jeho úřadování se připojilo město Vyšehrad a obec Holešovice-Bubny, radnice také zakoupila Slovanský ostrov, sady Nebozízek na Petříně a Brožíkův obraz Mistr Jan Hus před koncilem kostnickým. Začala se budovat podolská vodárna, aby se zajistil hygienický rozvod pitné vody místo přímého čerpání vltavské vody do kašen. Roku 1883 bylo otevřeno Muzeum hlavního města Prahy. V březnu 1885 vedení města schválilo projekt asanace v Josefově. Od Černého také pochází úsloví „zlatá slovanská Praha“; použil jej ve svém inauguračním projevu, vyvolalo nadšení Čechů a rozhodný odpor pražských Němců.
Jako pražský starosta byl zvolen poslancem českého zemského sněmu a doživotním členem panské sněmovny. Zúčastnil se také založení Zemské banky Království českého, v níž působil jako náměstek generálního ředitele.
Roku 1885 nepřijal ze zdravotních důvodů novou volbu pražským starostou a odešel z veřejného života. Nadále si zachoval některé funkce – například zůstával členem sboru obecních starších a výboru Sokola – ale jinak působil spíše v zákulisí. Svým současníkům imponoval uvědomělým vlastenectvím a pevným charakterem.

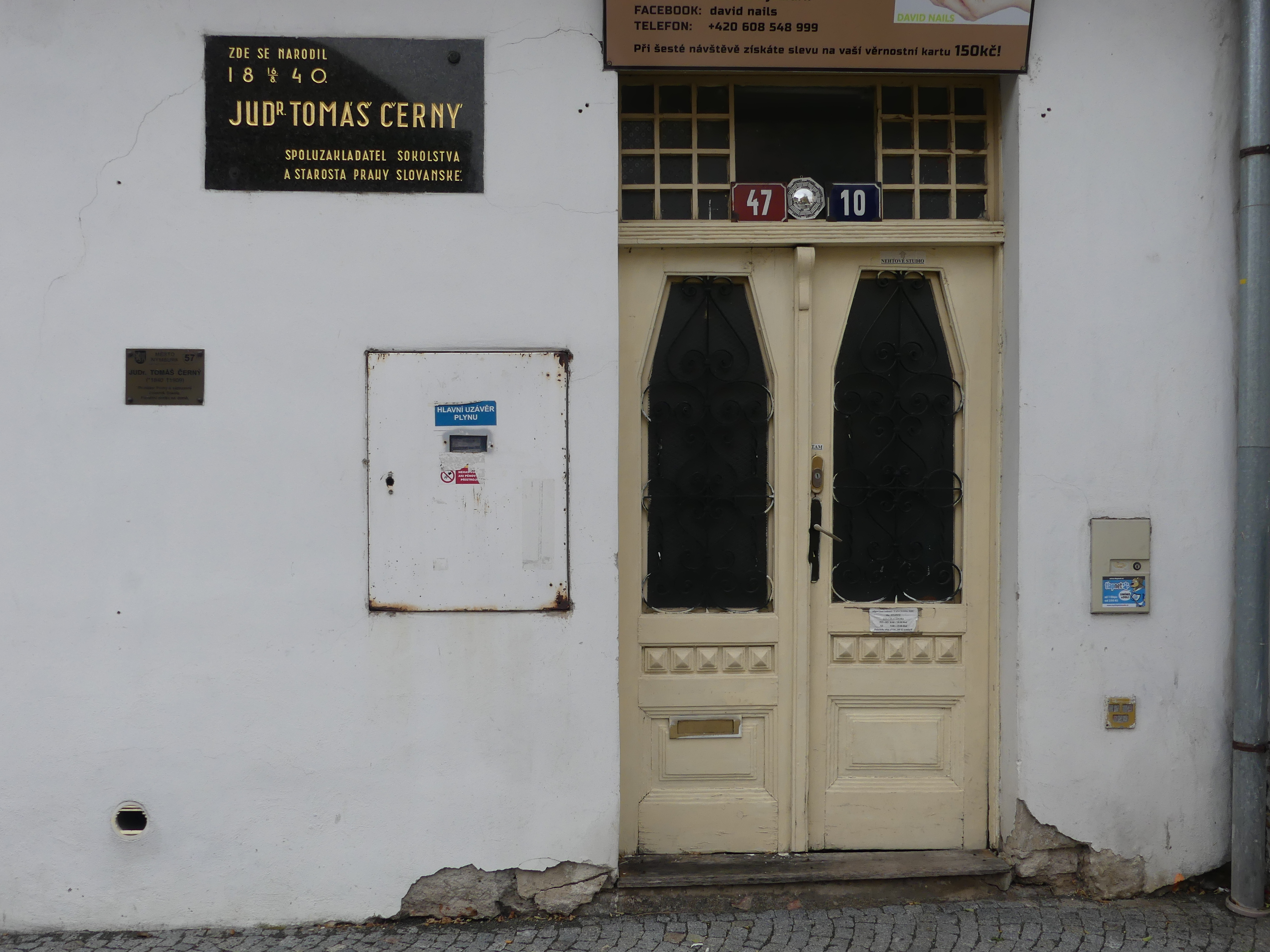
Pamětní deska na rodném domě v Nymburku.

Zemřel 22. února 1909 na zkornatění cév, pohřben byl na Vyšehradě.

## Rodina
- Roku 1868 se oženil s Marií Horáčkovou (16.8 1848-22.6.1930).[9]
- Syn Vratislav Černý (1871-1933) byl právník, poslanec a filantrop.[10]
- Dcera Marie (Jelena) Černá (Polívková)